# Князьков, Леонид Александрович
Леони́д Алекса́ндрович Князько́в (8 мая 1950, Иркутск) — вратарь; мастер спорта СССР (1977) по хоккею с мячом). Отличник физической культуры и спорта РФ (2000). Заслуженный работник физической культуры РФ (2017), награжден почетным знаком «За заслуги в развитии физической культуры и спорта» (2021) и почетной грамотой Законодательного собрания Иркутской области (2016).

## Биография
Рост 174 см, вес 72 кг. Воспитанник иркутского «Локомотива», первый тренер Б. И. Будзинский. Играл за клубы «Локомотив» (Иркутск) — 1967—1980, 1982/1983, «Строитель» (Шелехов) и «Водник» (Усть-Кут). В высшей лиге чемпионатов СССР провел 165 матчей. В розыгрышах Кубка СССР — 1 матч. Работал администратором, начальником команд «Локомотив», «Саяны» (Абакан). В 1993—2002 — вице-президент хоккейного клуба «Сибскана», в 2002—2005 — директор ДЮСШ «Байкал-Энергия» (до августа 2004 — «Сибскана»), с июля 2005 — исполнительный директор, с 2006 — заместитель директора хоккейного клуба «Байкал-Энергия». В мае 2020 года назначен директором хоккейного клуба «Байкал-Энергия».
В игре отличался надёжностью. По окончании игровой карьеры проявил незаурядные организаторские способности, продолжая работать в хоккее.

## Статистика выступлений в высшей лиге чемпионатов СССР
| Сезон | Клуб                  | Игры | Мячи |
| ----- | --------------------- | ---- | ---- |
| 1968  | «Локомотив» (Иркутск) | 6    | -    |
| 1969  | «Локомотив» (Иркутск) | 10   | -    |
| 1971  | «Локомотив» (Иркутск) | 2    | -    |
| 1972  | «Локомотив» (Иркутск) | 3    | -    |
| 1974  | «Локомотив» (Иркутск) | 12   | -    |
| 1975  | «Локомотив» (Иркутск) | 19   | -    |
| 1976  | «Локомотив» (Иркутск) | 24   | -    |
| 1977  | «Локомотив» (Иркутск) | 23   | -    |
| 1978  | «Локомотив» (Иркутск) | 25   | -    |
| 1979  | «Локомотив» (Иркутск) | 21   | -    |
| 1980  | «Локомотив» (Иркутск) | 20   | -    |
|       | Всего                 | 165  | -    |

## Статистика выступлений в розыгрышах Кубка СССР
| Сезон | Клуб                  | Игры | Мячи |
| ----- | --------------------- | ---- | ---- |
| 1983  | «Локомотив» (Иркутск) | 1    | -    |
|       | Всего                 | 1    | -    |